# أحمد حمدي طانبينار
أحمد حمدي طانبينار (بالتركية الحديثة: Ahmet Hamdi Tanpınar) ـ (ولد في 23 يونيو عام 1901م بإستانبول – وتوفي في 24 أكتوبر عام 1962م بإستانبول) وهو روائي، وقصاص وشاعر تركي معاصر. وقد عمل في نفس الوقت نائب بمجلس الأمة في «كهرمان مارش» في مجلس الأمة التركى الكبير في الفترة من 1942م- 1946 م.

## حياته
ولد في إسطنبول في 23 يونيو عام 1901م. وقد تخرج من كلية الآداب جامعة إستانبول في عام 1923م.كما تلقى دروس متنوعة في مدارس ثانوية ومعاهد عليا. وانتقل للعمل أستاذاً للأدب التركى الحديث في جامعة إستانبول في عام 1939م. وفي الفترة من عام 1942-1946م، أصبح وكيل بمجلس الأمة عن (مرعش). وعمل لفترة مفتشاً للتعليم القومى. وفيما بعد وفي عام 1949م عاد لوظيفته في قسم اللغة والأدب التركى في كلية الآداب. وقد ربطته علاقة صداقة في شبابه مع يحى كمال وأحمد هاشم. وكان قد اختار «باول فالارى» و«ماركل بروست»- من الأدب الغربى- أستاذة له، فكانا هذان الكاتبان قدوة له في الأدب. ووفقاً لآرائهم فالأدب هو «فن جميل» مثلة مثل الرسم والموسيقى. والاختلاف بينهم أن الأدب يحكى عن الإنسان والحياة بدلاً من اللون والصوت وأداته في هذا اللغة التي تعد أثري وأغنى من هذين الوسيلتين.
وطانبينار الذي أولى اهتمامه بالشعر، فقد كتب أيضاً نثراً وفقاً للأسس الجمالية للشعر. ونشر أشعاره الأولى في عام 1920م، إلا أن السواد الأعظم من القراء قد عرفه من خلال شعره«وقت في بورصه» هذا العمل الذي أدرج مختارات منه بكتب المدارس الثانوية.
وقد أصدر قبيل وفاته كتابه الشعرى الوحيد، مع سبع وثلاثين من أشعاره التي بلغت الستين، وذلك في عام (1961م وشملت جميع أشعاره 1976م). ونلاحظ في أشعاره أنها حملت رسالة ونبرة موسيقية، وأيضاً في القصة القصيرة وفي الروايات يبحث عن الذكريات النفسية والعقل الباطن. أما أعماله التي طبعت بشكل متغير جمعها في دار نشر دركاه.
وقد أعد أنيس باتور في عام 1992م كتاباً باسم «مختارات» عن أحمد حمدى طانبينار. أما العمل الأخير الذي نشر مهتم بالكاتب، هو «رأس برأس مع طانبينار في ضوء مذكراته»، حيث صدر في نهاية عام 2007م. فهذا الكتاب يتناول طانبينار من خلال الملاحظات والمذكرات التي كتبها هو عن نفسه من بداية ممارسته للكتابة في عام 1923م، وحتى وفاته في عام 1962م. وطانبينار الذي كان يشكو من اعتلال صحته على مدار حياته، انتقل إلى مستشفى «خاصكى» بأزمة قلبية يوم 23 يناير 1962م. وصباح اليوم التالي تعرض لأزمة قلبية ثانية أدت لوفاته. وأقيمت جنازة أحمد حمدى طانبينار في جامع السليمانية ودفن بجوار يحى كمال بياتلى معلمه وصديقه في قبر روميللى حصار، وكتب على مقبرته مصراعين بيت من أشعاره المشهورة.

## أعماله الروائية
- حضور (1949م).
- (1962م).
- الموجودين خارج الساحة (1973م).
- المرأة التي في القمر (1986)
- مرآة (1950م).

### الشعر
- أشعار (1961م).

### الأبحاث الأدبية
- خمس مدن (1946م).
- يحى كمال (1962م).
- مقالات حول الأدب (1969م) (بعد وفاته).
- كما عشت (1970م).

### النقد
- تاريخ الأدب التركى في القرن التاسع عشر (1949م، 1966م، 1967م)

### حكاية
- رؤي عبد الله أفندى (1943م).
- مطر الصيف (1955م).
- القصص القصيرة (هذا الكتاب الذي جمع بعد وفاة الكاتب، بجانب قصصه القصيرة التي وضعت في الكتابين السابقين، ويحتوى أيضاً على قصصه القصيرة التي لم توضع في كتاب).

## الأعمال التي نشرت بشأنه
- العالم الشعرى لطانبينار، محمد قابلان (نشر كلية الآداب جامعة إستانبول، 1964م، الطبعة الثانية، دار نشر دركاه، 1983م).
- رسائل أحمد حمدى طانبينار، زينب كرمان (1974م الطبعة الثانية التي تم توسيعها، 1992م).
- مختارات من أحمد حمدى طانبينار، أنيس باتور (دار نشر يو كا، 1992م).
- الباب المفتوح على الفراغ، خالوق سونت (باغلام، 2004م).
- «وردة في هذه الظلمات» مقالات عن طانبينار. إعداد: عبد الله أوتشامان، خاندان أنجى، 2002م.
- وجه لوجه مع طانبينار في ضوء مذكراته، إعداد: أوميد مرتش، كتب الأفق، 2002م.
- رواية رجل الحلية – إعداد أحمد حمدى طانبينار: أورخان أوقيا، دار نشر دركاه، 2010م.